# Pseudolimnophila (Pseudolimnophila) spatiosa
Pseudolimnophila (Pseudolimnophila) spatiosa is een tweevleugelige uit de familie steltmuggen (Limoniidae). De soort komt voor in het Oriëntaals gebied.